# Mayetiola bimaculata
Mayetiola bimaculata är en tvåvingeart som först beskrevs av Ewald Rübsaamen 1895.  Mayetiola bimaculata ingår i släktet Mayetiola och familjen gallmyggor. Inga underarter finns listade i Catalogue of Life.